# Thomas Harriot

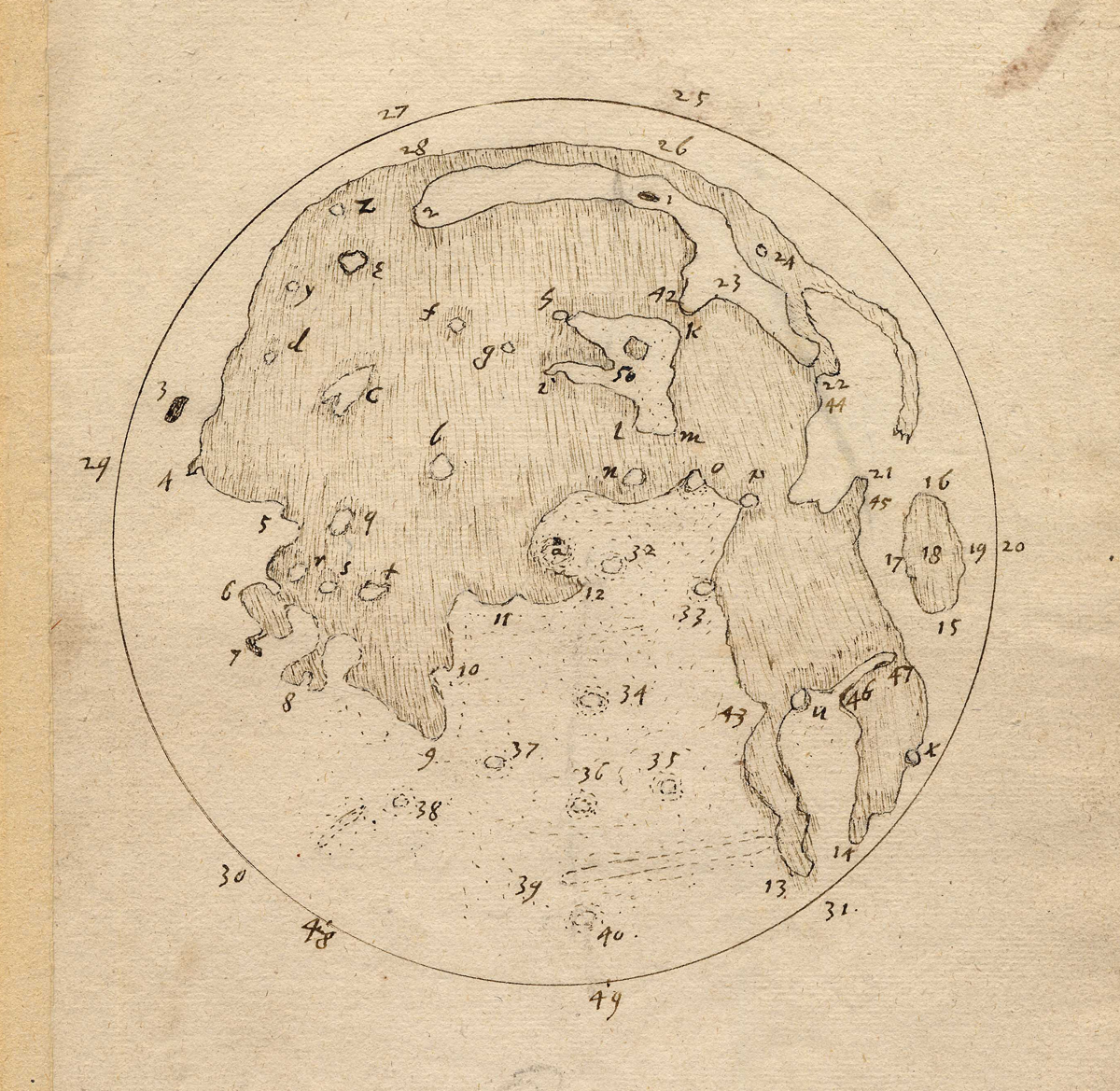
Harriots månkarta från 1609.

Thomas Harriot (även stavat Harriott, Hariot eller Heriot), född cirka 1560 i Oxford, död den 2 juli 1621 i London, var en engelsk astronom, matematiker, etnograf och översättare.
Han var den förste att betrakta ett astronomiskt objekt genom ett teleskop och gjorde den 26 juli 1609 den första teckningen av månen sedd genom ett teleskop – flera månader före Galileo Galilei. Harriot anses också ha varit den förste att observera solfläckar 1610.
Harriot föregick bland annat Snells lag och Girards sats, som, om han bara publicerat sina resultat, hade burit hans namn i stället.

## Verk
Harriot efterlämnade en mängd material, men publicerade bara ett verk under sin levnad: A Briefe and True Report of the New Found Land of Virginia 1588 – resultatet av Walter Raleighs andra resa till Roanoke Island utanför kusten av dagens North Carolina 1585–1586.

## Övrigt
Nedslagskratern Harriot på månen och asteroiden 5548 Thosharriot är uppkallade efter honom.